# Бахтай
Бахтай (бур. Бахата
) — село в Аларском районе Усть-Ордынского Бурятского округа Иркутской области. Административный центр муниципального образования «Бахтай».

## География
Расположено в 30 км к северо-востоку от районного центра — посёлка Кутулик на высоте примерно 516 метров над уровнем моря.

## Внутреннее деление
Состоит из 11 улиц:
- 40 лет Победы
- Ленина
- Подгорная
- Тугутова
- Ербанова, улица
- Ербанова, площадь
- Нагорная
- Подстанция
- Школьная
- Озёрная
- Русский край

## Происхождение названия
Матвей Мельхеев в книге «Географические названия Восточной Сибири» предполагает, что название Бахтай произошло от бурятского бахтай, что означает «замечательное, влекущее к себе место». Также он рассматривает вариант происхождения данного топонима от бурятского баха — «лягушка» и суффикса места тай — «лягушачье место». Схожая информация поступала от Н. П. Партунаева — местного жителя, по словам которого название Бахтай происходит от бур. бахтай ялга — «лягушачья падь».
Станислав Гурулёв считает, что данное название происходит от монгольского бахтай — «радостный», «радужный» или от якутского бахтай — «проваливаться», «пропадать».

## История
Населённый пункт образован во второй половине XVI-начале XVII веков. Согласно переписи населения 1897 года улус Бахтайский, который входил в Нельхайское инородческое ведомство. В то время там насчитывалось 70 хозяйств. В советские годы в Бахтае функционировал колхоз «Сталинская правда».

## Инфраструктура
В селе функционирует школа, открытая в 1911 году. В 1949 году она была объявлена семилетней, в 1960 — восьмилетней, в 1976 — средней. В 2001 году школу перенесли в новое здание. В 2004 году школа заняла 2-е место на районном смотр-конкурсе «Лучшее образовательное учреждение года». В 2006 году школа получила звание «Школа года-2006». Является лауреатом многочисленных премий и наград. В 2010—2011 учебном году школе было присвоено звание школы-лаборатории в рамках областного мегапроекта «Развитие инновационного потенциала образовательной деятельности как условие достижения нового качества образования» по теме проекта «Модель школы с этнопедагогическим и национально-языковым компонентами». Бурятский язык является в школе обязательным предметом независимо от национальности учеников. Функционируют кружок бурятского фольклора и краеведческий кружок «Булаг» (в переводе с бурятского родник).

## Население
| 2002 | 2010 | 2011 | 2012 |
| ---- | ---- | ---- | ---- |
| 763  | ↘698 | ↘696 | ↘682 |